# Apostenus californicus
Apostenus californicus är en spindelart som beskrevs av Darrell Ubick och Jean Jacques Vetter 2005. Apostenus californicus ingår i släktet Apostenus och familjen månspindlar. Inga underarter finns listade i Catalogue of Life.